# Interier Praha
Interier, n. p., Praha byl český národní podnik, který byl založen v roce 1950 a existoval do roku 2004, kdy skončil v likvidaci. Podnik se zabýval výrobou sektorového nábytku pro domácnosti a kanceláře. V roce 1961 byl začleněn pod VHJ Nábytkářský průmysl Brno.